# Diagnóstico diferencial
En medicina, el diagnóstico diferencial es un proceso por el cual se identifica una determinada enfermedad mediante la exclusión de otras posibles causas que presenten un cuadro clínico semejante al que el paciente padece.

## Características
El diagnóstico diferencial es clave en medicina, porque permite diferenciar (de allí su nombre) entre cuadros clínicos o afecciones que presentan signos o síntomas similares. Se trata de un procedimiento sistemático, que culmina con la identificación de la enfermedad específica tras la evaluación de datos clínicos, pruebas y antecedentes médicos, para prescribir el tratamiento indicado y efectivo. En el proceso se elabora una lista de problemas de salud que podrían justificar la presencia de los signos y síntomas de un paciente concreto. La lista ayuda a descartar opciones y buscar entre ellas la causa más probable. El enfoque es muy útil cuando los síntomas son inespecíficos o cuando estos son usualmente compartidos por diversas cuadros patológicos.

## Objetivos
Un enfoque diferencial para el diagnóstico, es útil cuando potencialmente hay varias posibles causas que deben tenerse en cuenta. Los objetivos pueden ser:
- Delimitar el diagnóstico provisional: Puede ser que el profesional de salud tenga una idea inicial sobre la causa de los síntomas, sin embargo, esta idea solo puede confirmarse o refutarse en contraste con otras causas posibles.[3]
- Orientar la evaluación médica y el tratamiento.[3]
- Descartar afecciones que ponen en peligro la vida o que requieren atención inmediata: Muchas veces puede ser necesario practicar múltiples exámenes antes de llegar a un diagnśtico definitivo y puede ser imprescindible comenzar el tratamiento incluso antes de la confirmación del diagnóstico, por ejemplo cuando una de las posibles causas de los síntomas requiere un tratamiento inmediato para evitar complicaciones graves.[3]
- Permitir al médico realizar el diagnóstico correcto.[3]

## Proceso
El proceso diagnóstico se realiza en pasos sucesivos de actividades sanitarias. No es un procedimiento lineal, sino iterativo, por lo que puede volverse varias veces a pasos anteriores, mientras se está determinando o precisando el problema de salud.

### Anamnesis
El profesional de la salud realizará una serie de preguntas dirigidas a averiguar los antecedentes del paciente y, en especial, a delimitar los síntomas que sufre: qué siente o percibe el paciente, desde cuándo, de qué manera le afectan, cuándo empeoran y cuándo se alivian, etc. 
También se preguntará por los antecedentes clínicos de su familia, indagando la posible presencia de trastornos hereditarios. En esta misma entrevista se realiza un registro de los medicamentos y suplementos que el paciente toma, como asimismo sus hábitos vitales (por ejemplo, trabajo, sueño, dieta, ejercicio) y se preguntará sobre los posibles cambios recientes en estos últimos.

### Examen físico
Constituye la siguiente etapa de este proceso. El médico explora físicamente al paciente en busca de signos clínicos específicos en función del motivo de consulta. Su presencia o su ausencia orientan al clínico sobre los problemas de salud que debe seguir estudiando. En este examen el profesional de salud observa y registra los hallazgos que obtiene mediante la palpación, la percusión y la auscultación. Este registro se integra a la historia clínica y aporta, cuando se realiza correctamente, alrededor de un 20% de los datos necesarios para el diagnóstico y el tratamiento del paciente.

### Lista de disgnóstico diferencial
Se elabora una lista provisional de enfermedades, que de acuerdo con los resultados de los pasos anteriores, aparezcan como «cuadros sospechosos». El médico trabajará con esta lista de hipótesis diagnóstica los pasos sucesivos.

### Solicitud de pruebas y exámenes
En esta fase, el profesional de salud pedirá pruebas o exámenes complementarios que le ayuden a confirmar o descartar las posibles afecciones sospechosas. Los estudios que más frecuentemente se solicitan son: los exámenes de laboratorio (por ejemplo, análisis de sangre y orina), las pruebas de diagnóstico por imagen (radiografías, resonancia magnética, ultrasonido, etc.), las pruebas de salud mental y, en último extremo, las biopsias.

### Evaluación
Se recopilan y analizan los resultados obtenidos de los exámenes complementarios, para ir reduciendo la lista de diagnóstico diferencial previa, hasta llegar a un diagnóstico definitivo. En la medida en que las pruebas y exámenes practicados hayan logrado descartar las posibles causas de las afecciones, el proceso diagnóstico se dará por concluido y el profesional de salud podrá indicar el tratamiento adecuado.

## Otros tipos de diagnóstico
Existen otras formas de diagnóstico médico, tales como el funcional (enfocado en estado de las funciones de los órganos), el fisiopatológico (centrado en los cambios físicos y funcionales que provoca la enfermedad), el anatómico y el anatomopatológico (que buscan determinar la enfermedad mediante el examen de células, tejidos  y estructuras anatómicas tanto macroscópicas como microscópicas), el diagnóstico precoz o el diagnóstico por imagen. Todas las formas de diagnóstico aspiran a mostrar una síntesis integradora de las causas y características del síndrome o enfermedad que padece el paciente con el objetivo de iniciar el mejor tratamiento.

## Diagnóstico diferencial asistido por grandes modelos de lenguaje
En época reciente se han desarrollado diversas herramientas de inteligencia artificial (IA) para el apoyo del proceso diagnóstico. Algunas de ellas, tales como AMIE, han sido objeto de estudios empíricos para  evaluar su capacidad para generar un diagnóstico diferencial por sí solas o como ayuda para los médicos. En una investigación cuyos resultados se publicaron en Nature, un total de 302 casos médicos complejos publicados fueron evaluados por médicos. Para el estudio, cada informe fue leído por dos médicos, los que antes de usar las herramientas proporcionaron una lista de diagnóstico diferencial de referencia. En seguida,  se asignaron al azar a una de las dos condiciones de asistencia en investigación: 1) asistencia de buscadores, navegadores y recursos médicos estándar; o 2) asistencia de AMIE como recurso adicional a esas herramientas. En el estudio,  AMIE mostró un rendimiento independiente que superó al de los médicos sin asistencia (precisión del 59,1 % frente al 33,6 %, P = 0,04). Igualmente, la calidad del diagnóstico diferencial fue mayor para los médicos asistidos por AMIE en comparación con los médicos sin su asistencia y los médicos con ayuda de motores de búsqueda . Otro resultado mostró que las listas diferenciales formuladas con AMIE fueron más completas que los que no contaron con su asistencia. Los investigadores concluyeron que AMIE puede potencialmente apoyar el razonamiento diagnóstico y la precisión de los médicos en casos difíciles.
Los modelos de IA entrenados y validados en medicina para el diagnóstico diferencial pueden ser altamente especializados. Por ejemplo, el equipo de medicina cardiovascular Heidelberg, con los datos de más de 60 000 pacientes, logró desarrollar una IA capaz de ayudar al diagnóstico diferencial de cuadros de miocardiopatía isquémica, miocardiopatía dilatada, miocardiopatía hipertrófica o amiloidosis, sobre la base de la evaluación de la presión telediastólica ventricular izquierda con un método no invasivo (interpretación de imágenes de resonancia magnética asistida por IA).
Mientras estos modelos especializados parecen mostrar resultados promisorios en la asistencia del profesional de salud en su trabajo de diagnóstico diferencial, y en general en la prestación de servicios de salud, también se acumulan los estudios críticos sobre la inteligencia artificial generativa (principalmente enfocados en los modelos no especializados y de uso masivo) que por su carácter potencialmente perjudicial requeriría de medidas de supervisión y mitigación eficaces. Los investigadores en este campo advierten que el avance veloz de las tecnologías de IA exige un desarrollo igualmente rápido en los esfuerzos orientados a identificar y mitigar sus riesgos y procurar el uso seguro, responsable y ético de la IA. Más del 70 % de las personas utilizan Internet como primera fuente de información sobre salud y la sofisticación cada vez mayor de los grandes modelos de lenguaje hace que sea cada vez más difícil determinar la corrección o incorrección de los resultados.